# Флаг Поварова
Флаг городского поселения По́варово Солнечногорского муниципального района Московской области Российской Федерации — опознавательно-правовой знак, служащий официальным символом муниципального образования.
Флаг утверждён 12 июля 2007 года и внесён в Государственный геральдический регистр Российской Федерации с присвоением регистрационного номера 3751.
Флаг муниципального образования «Городское поселение Поварово» составлен на основании герба городского поселения Поварово по правилам и соответствующим традициям вексиллологии и отражает исторические, культурные, социально-экономические, национальные и иные местные традиции.

## Описание
«Прямоугольное зелёное полотнище с соотношением сторон 2:3, несущее вдоль верхнего края голубую полосу, шириной в 2/5 от ширины полотнища, отделённой белой лентой, шириной в 1/45 от ширины полотнища, свёрнутой на зелёной части в виде двух петель образующих сердце; в середине голубой полосы — белая четырёхлучевая звезда».

## Обоснование символики
Композиция флага показывает, что жизнь посёлка связана с исследователями и покорителями земных недр, с крупным железнодорожным транспортным узлом, с многочисленными автомобильными транспортными развязками, проходящими по территории городского поселения.
Символика узкой серебряной фигуры многозначна:
— это и рудоискательная лоза — символ геологоразведки, отражает Научно-производственное объединение Союзгеофизика, расположенное в городском поселении;
— это и символ крупного узла железнодорожных путей;
— это и символ, имеющихся и будущих автодорожных развязок (малого бетонного кольца, Ленинградской автомагистрали и многих других автодорог).
Стилизованная лоза, свёрнутая в виде человеческого сердца символизирует любовь жителей городского поселения к своей малой Родине.
Голубой цвет (лазурь) — символ возвышенных устремлений, искренности, преданности.
Зелёный цвет символизирует весну, здоровье, природу, надежду.
Белый цвет (серебро) — символ чистоты, открытости, божественной мудрости, примирения.